# Peru a 2000. évi nyári olimpiai játékokon
Peru az ausztráliai Sydneyben megrendezett 2000. évi nyári olimpiai játékok egyik részt vevő nemzete volt. Az országot az olimpián 7 sportágban 21 sportoló képviselte, akik érmet nem szereztek.

## Atlétika
| Versenyző  | Versenyszám | Selejtező                | Selejtező                | Döntő    | Döntő    |
| Versenyző  | Versenyszám | Eredmény                 | Helyezés                 | Eredmény | Helyezés |
| ---------- | ----------- | ------------------------ | ------------------------ | -------- | -------- |
| Hugo Muñoz | Magasugrás  | érvényes kísérlet nélkül | érvényes kísérlet nélkül | kiesett  | kiesett  |

Női
| Versenyző      | Versenyszám | Eredmény | Helyezés |
| -------------- | ----------- | -------- | -------- |
| María Portillo | Maraton     | 2:36:50  | 32.      |

## Cselgáncs
Férfi
| Versenyző      | Versenyszám | Selejtező         | 32-es főtábla              | Nyolcaddöntő                     | Negyeddöntő       | Elődöntő          | Vigaszág első kör               | Vigaszág negyeddöntő | Vigaszág elődöntő | Bronz- mérkőzés   | Döntő             | Helyezés |
| Versenyző      | Versenyszám | Ellenfél Eredmény | Ellenfél Eredmény          | Ellenfél Eredmény                | Ellenfél Eredmény | Ellenfél Eredmény | Ellenfél Eredmény               | Ellenfél Eredmény    | Ellenfél Eredmény | Ellenfél Eredmény | Ellenfél Eredmény | Helyezés |
| -------------- | ----------- | ----------------- | -------------------------- | -------------------------------- | ----------------- | ----------------- | ------------------------------- | -------------------- | ----------------- | ----------------- | ----------------- | -------- |
| Germán Velasco | Könnyűsúly  | erőnyerő          | Tom Hill (AUS) · 1020-0010 | Anatol Larukov (BLR) · 0010-1000 |                   |                   | Ferrid Kheder (FRA) · 0001-0001 | kiesett              | kiesett           | kiesett           |                   | 13.      |

## Műugrás
Férfi
| Versenyző    | Versenyszám        | Selejtező | Selejtező | Elődöntő | Elődöntő | Döntő   | Döntő    |
| Versenyző    | Versenyszám        | Pont      | Helyezés  | Pont     | Helyezés | Pont    | Helyezés |
| ------------ | ------------------ | --------- | --------- | -------- | -------- | ------- | -------- |
| Abel Sánchez | Egyéni műugrás     | 356,40    | 24.       | kiesett  | kiesett  | kiesett | kiesett  |
| Abel Sánchez | Egyéni toronyugrás | 295,14    | 37.       | kiesett  | kiesett  | kiesett | kiesett  |

## Röplabda

### Női
| Perui női röplabdacsapat-játékoskeret                                                          | Perui női röplabdacsapat-játékoskeret                                               |
| ---------------------------------------------------------------------------------------------- | ----------------------------------------------------------------------------------- |
| - Fiorella Aíta - Milagros Cámere - Leyla Chihuán - Iris Falcón - Rosa García - Natalia Málaga | - Milagros Moy - Diana Soto - Milagros Uceda - Janet Vasconzuelos - Yulissa Zamudio |

#### Eredmények
|  | Bejutott a negyeddöntőbe |
|  | Kiesett                  |

Csoportkör
|                   |      | Mérkőzések | Mérkőzések | Szettek | Szettek | Szettek | Pontok | Pontok | Pontok |
| Csapat            | Pont | Gy         | V          | Sz+     | Sz–     | SzA     | P+     | P–     | PA     |
| ----------------- | ---- | ---------- | ---------- | ------- | ------- | ------- | ------ | ------ | ------ |
| Oroszország (RUS) | 10   | 5          | 0          | 15      | 5       | 3,000   | 465    | 392    | 1,186  |
| Kuba (CUB)        | 9    | 4          | 1          | 14      | 4       | 3,500   | 419    | 332    | 1,262  |
| Dél-Korea (KOR)   | 8    | 3          | 2          | 9       | 9       | 1,000   | 393    | 413    | 0,952  |
| Németország (GER) | 7    | 2          | 3          | 8       | 10      | 0,800   | 380    | 395    | 0,962  |
| Olaszország (ITA) | 6    | 1          | 4          | 7       | 12      | 0,583   | 427    | 446    | 0,957  |
| Peru (PER)        | 5    | 0          | 5          | 2       | 15      | 0,133   | 316    | 422    | 0,749  |

| 2000. szeptember 16. 12:00 | Peru (PER)            | 0–3 | Oroszország (RUS) | Nézőszám: 4637 Játékvezető: Doug Wayne Wilson (USA), Fernando Nava (MEX) |
| 2000. szeptember 16. 12:00 | (17–25, 13–25, 20–25) |     |                   | Nézőszám: 4637 Játékvezető: Doug Wayne Wilson (USA), Fernando Nava (MEX) |

| 2000. szeptember 18. 10:00 | Olaszország (ITA)     | 3–0 | Peru (PER) | Nézőszám: 3266 Játékvezető: Songsak Chareonpong (THA), Dean Turner (AUS) |
| 2000. szeptember 18. 10:00 | (25–15, 25–20, 25–20) |     |            | Nézőszám: 3266 Játékvezető: Songsak Chareonpong (THA), Dean Turner (AUS) |

| 2000. szeptember 20. 10:00 | Peru (PER)            | 0–3 | Németország (GER) | Nézőszám: 3235 Játékvezető: Wang Ning (CHN), Ray Harris (AUS) |
| 2000. szeptember 20. 10:00 | (16–25, 19–25, 16–25) |     |                   | Nézőszám: 3235 Játékvezető: Wang Ning (CHN), Ray Harris (AUS) |

| 2000. szeptember 22. 12:30 | Dél-Korea (KOR)              | 3–1 | Peru (PER) | Nézőszám: 6650 Játékvezető: Marian Stamate (ROM), Stoyan Kostov Stoyanov (BUL) |
| 2000. szeptember 22. 12:30 | (19–25, 25–19, 28–26, 25–17) |     |            | Nézőszám: 6650 Játékvezető: Marian Stamate (ROM), Stoyan Kostov Stoyanov (BUL) |

| 2000. szeptember 24. 14:40 | Peru (PER)                   | 1–3 | Kuba (CUB) | Nézőszám: 8087 Játékvezető: Dean Turner (AUS), Wang Ning (CHN) |
| 2000. szeptember 24. 14:40 | (25–23, 12–25, 16–25, 16–25) |     |            | Nézőszám: 8087 Játékvezető: Dean Turner (AUS), Wang Ning (CHN) |

| Csapat     | Helyezés |
| ---------- | -------- |
| Peru (PER) | 11.      |

## Sportlövészet
Férfi
| Versenyző            | Versenyszám | Selejtező | Selejtező | Döntő   | Döntő    |
| Versenyző            | Versenyszám | Pont      | Helyezés  | Pont    | Helyezés |
| -------------------- | ----------- | --------- | --------- | ------- | -------- |
| Francisco Boza       | Trap        | 108       | 26.***    | kiesett | kiesett  |
| Juan Jorge Giha, Jr. | Skeet       | 110       | 49.       | kiesett | kiesett  |

*** - három másik versenyzővel azonos eredményt ért el

## Úszás
Férfi
| Versenyző             | Versenyszám    | Előfutam | Előfutam | Előfutam | Elődöntő | Elődöntő | Elődöntő | Döntő   | Döntő    |
| Versenyző             | Versenyszám    | Idő      | Hely.    | Össz.    | Idő      | Hely.    | Össz.    | Idő     | Helyezés |
| --------------------- | -------------- | -------- | -------- | -------- | -------- | -------- | -------- | ------- | -------- |
| Luis López            | 50 m gyors     | 24,00    | 5.*      | 49.*     | kiesett  | kiesett  | kiesett  | kiesett | kiesett  |
| Juan Pablo Valdivieso | 200 m pillangó | 2:03,67  | 4.       | 36.      | kiesett  | kiesett  | kiesett  | kiesett | kiesett  |

Női
| Versenyző     | Versenyszám | Előfutam | Előfutam | Előfutam | Elődöntő | Elődöntő | Elődöntő | Döntő   | Döntő    |
| Versenyző     | Versenyszám | Idő      | Hely.    | Össz.    | Idő      | Hely.    | Össz.    | Idő     | Helyezés |
| ------------- | ----------- | -------- | -------- | -------- | -------- | -------- | -------- | ------- | -------- |
| Talía Barrios | 50 m gyors  | 28,11    | 7.       | 56.      | kiesett  | kiesett  | kiesett  | kiesett | kiesett  |

* - egy másik versenyzővel azonos eredményt ért el

## Vitorlázás
Nyílt
| Versenyző           | Versenyszám | Futam | Futam | Futam | Futam | Futam | Futam | Futam | Futam | Futam | Futam | Futam | Pontszám | Helyezés |
| Versenyző           | Versenyszám | 1     | 2     | 3     | 4     | 5     | 6     | 7     | 8     | 9     | 10    | 11    | Pontszám | Helyezés |
| ------------------- | ----------- | ----- | ----- | ----- | ----- | ----- | ----- | ----- | ----- | ----- | ----- | ----- | -------- | -------- |
| Luis Alberto Olcese | Laser       | 36    | 37    | 21    | (44*) | 15    | 30    | 37    | (38)  | 11    | 31    | 35    | 253,0    | 33.      |

* - kizárták